# Кос-э-Дьеж
Кос-э-Дьеж (фр. Causse-et-Diège, окс. Causse e Diège) — коммуна во Франции, находится в регионе Окситания. Департамент — Аверон. Входит в состав кантона Каденак-Гар. Округ коммуны — Вильфранш-де-Руэрг.
Код INSEE коммуны — 12257.
Коммуна расположена приблизительно в 490 км к югу от Парижа, в 115 км северо-восточнее Тулузы, в 50 км к северо-западу от Родеза.

## Население
Население коммуны на 2008 год составляло 711 человек.
| 1962 | 1968 | 1975 | 1982 | 1990 | 1999 | 2008 |
| ---- | ---- | ---- | ---- | ---- | ---- | ---- |
| 625  | 676  | 627  | 607  | 597  | 624  | 711  |

## Экономика

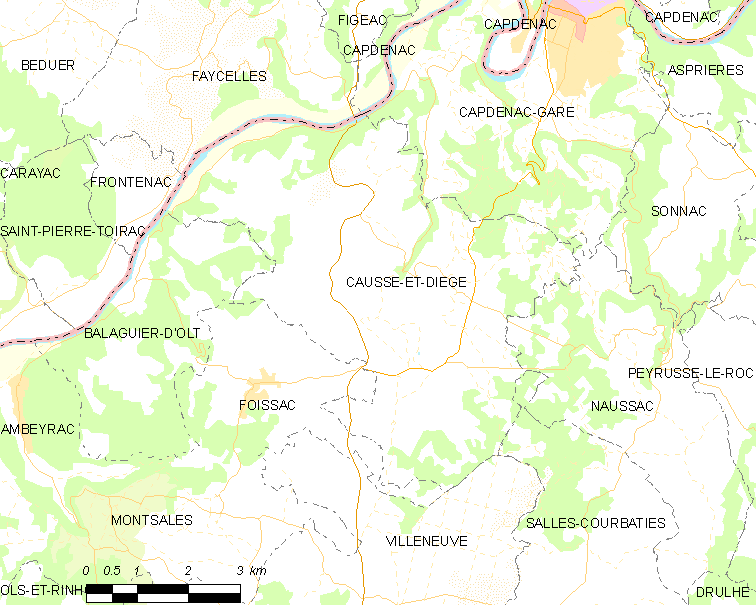
Карта коммуны

В 2007 году среди 422 человек в трудоспособном возрасте (15—64 лет) 314 были экономически активными, 108 — неактивными (показатель активности — 74,4 %, в 1999 году было 66,5 %). Из 314 активных работали 300 человек (165 мужчин и 135 женщин), безработных было 14 (4 мужчины и 10 женщин). Среди 108 неактивных 20 человек были учениками или студентами, 49 — пенсионерами, 39 были неактивными по другим причинам.

## Достопримечательности
- Церковь Сен-Клер. Памятник истории с 1984 года[3]